# Nereis

Movimiento de los parápodos de Nereis succinea.

Nereis (nombre posiblemente originado del griego antiguo Νηρείδες Nêreídes, en singular Νηρείς Nêreís de νέειν néein, ‘nadar’) es un género de gusanos poliquetos de la familia Nereididae. Comprende varias especies, la mayoría de hábitat marino. Estos poliquetos utilizan setas y parapodios como medio de locomoción. Las setas o quetas que se encuentran en los parapodios, pueden ser de dos tipos: la queta acicular de carácter estructural y la queta locomotora utilizada para reptar (son los "pelos" o cerdas en el exterior del gusano).
El género Nereis incluye especies tanto herbívoras como depredadoras equipadas con mandíbulas y dientes. En cuanto al tracto digestivo carecen de estómago y el esófago conecta directamente con el intestino.

## Especies
El género Nereis comprende las siguientes especies:
- Nereis abbreviata Holly, 1935
- Nereis abyssa Imajima, 2009
- Nereis abyssicola (Horst, 1924)
- Nereis acustris Linnaeus, 1767
- Nereis aegyptia (Savigny in Lamarck, 1818)
- Nereis aestuarensis Knox, 1951
- Nereis aibuhitensis (Grube, 1878)
- Nereis allenae Pettibone, 1956
- Nereis amoyensis (Treadwell, 1936)
- Nereis angelensis Fauchald, 1972
- Nereis angusta (Kinberg, 1866)
- Nereis angusticollis Augener, 1913
- Nereis angusticollis Kinberg, 1866
- Nereis annularis Blainville, 1818
- Nereis anoculis Hartman, 1960
- Nereis anoculopsis Fauchald, 1972
- Nereis anodonta Schmarda, 1861
- Nereis antipoda Knox, 1960
- Nereis apaliae Wilson, 1985
- Nereis arenaceodonta
- Nereis arroyensis Treadwell, 1901
- Nereis atlantica McIntosh, 1885
- Nereis augeneri Gravier & Dantan, 1934
- Nereis badiotorquata (Grube, 1878)
- Nereis baliensis (Horst, 1924)
- Nereis baolingi León-González & Solis-Weiss, 2000
- Nereis batjanensis (Horst, 1924)
- Nereis bifida Hutchings & Turvey, 1982
- Nereis bipartita (Bobretzky, 1868)
- Nereis blainvillei delle Chiaje, 1828
- Nereis broa Lana & Sovierzovsky, 1987
- Nereis buitendijki (Horst, 1924)
- Nereis caecoides Hartman, 1965
- Nereis caerulea Linnaeus, 1758
- Nereis cagliari Kinberg, 1866
- Nereis calamus Renier, 1804
- Nereis callaona (Grube, 1857)
- Nereis caparti Fauvel, 1953
- Nereis casoae León-González & Solis-Weiss, 2001
- Nereis castelnaui Quatrefages, 1866
- Nereis caudata
- Nereis caudipunctata (Grube, 1857)
- Nereis caymanensis Fauchald, 1977
- Nereis chlorodes Blanchard in Gay, 1849
- Nereis chrysocephala Pallas, 1788
- Nereis cirrhigera Viviani, 1805
- Nereis cirriseta Hutchings & Turvey, 1982
- Nereis cockburnenesis Augener, 1913
- Nereis cockburnensis Augener, 1913
- Nereis contorta Dalyell, 1853
- Nereis corallina Kinberg, 1866
- Nereis cornuta Quatrefages, 1866
- Nereis costaricaensis Dean, 2001
- Nereis coutieri Gravier, 1900
- Nereis coutieri Gravier, 1899
- Nereis crassa Gmelin in Linnaeus, 1788
- Nereis crocea Renier, 1804
- Nereis cuprea delle Chiaje, 1822
- Nereis cuprea (Schmarda, 1861)
- Nereis cylindraria
- Nereis dakarensis Fauvel, 1951
- Nereis dayana Sun & Shen in Sun, Wu & Shen, 1978
- Nereis delagica Gmelin in Linnaeus, 1788
- Nereis delicatula Blanchard in Gay, 1849
- Nereis delli Knox, 1960
- Nereis denhamensis Augener, 1913
- Nereis donghaiensis He & Wu, 1988
- Nereis dorsolobata Hartmann-Schröder, 1965
- Nereis edwardsii delle Chiaje, 1828
- Nereis ehlersiana (Grube, 1878)
- Nereis ehrenbergi Grube, 1868
- Nereis erythraeensis
- Nereis falcaria (Willey, 1905)
- Nereis falsa Quatrefages, 1866
- Nereis fauchaldi León-González & Díaz-Castaneda, 1998
- Nereis fauveli Gravier & Dantan, 1934
- Nereis filicaudata Fauvel, 1951
- Nereis foliosa Schmarda, 1861
- Nereis fossae Fauchald, 1972
- Nereis frontalis Bosc, 1802
- Nereis fucata (Savigny in Lamarck, 1818)
- Nereis funchalensis (Langerhans, 1880)
- Nereis fusifera Quatrefages, 1866
- Nereis garwoodi González-Escalante & Salazar-Vallejo, 2003
- Nereis gayi Blanchard in Gay, 1849
- Nereis ghardaqae Hartmann-Schröder, 1960
- Nereis gigantea Linnaeus, 1767
- Nereis gisserana (Horst, 1924)
- Nereis goajirana Augener, 1933
- Nereis gracilis (Hansen, 1878)
- Nereis granulata Day, 1957
- Nereis gravieri Fauvel, 1900
- Nereis gravieri Fauvel, 1902
- Nereis grayi Pettibone, 1956
- Nereis grubei (Kinberg, 1866)
- Nereis guangdongensis Wu, Sun & Yang, 1981
- Nereis heterocirrata Treadwell, 1931
- Nereis heteromorpha (Horst, 1924)
- Nereis heterophylla Chamisso & Eysenhardt, 1821
- Nereis heteropoda Chamisso & Eysenhardt, 1821
- Nereis holochaeta Intes & Le Loeuff, 1975
- Nereis homogompha Rullier, 1972
- Nereis huanghaiensis Wu, Sun & Yang, 1981
- Nereis icosiensis Gravier & Dantan, 1928
- Nereis ignota Quatrefages, 1866
- Nereis imajimai León-González & Diaz-Castaneda, 1998
- Nereis imbecillis Grube, 1840
- Nereis imperfecta Gravier & Dantan, 1936
- Nereis inflata León-González & Solis-Weiss, 2001
- Nereis iris Stimpson, 1854
- Nereis irrorata
- Nereis izukai Okuda, 1939
- Nereis jacksoni Kinberg, 1866
- Nereis krebsii Grube, 1857
- Nereis lamellosa Ehlers, 1864
- Nereis languida Kinberg, 1866
- Nereis latescens Chamberlin, 1919
- Nereis leuca Chamberlin, 1919
- Nereis ligulata Hilbig, 1992
- Nereis lineata delle Chiaje, 1827
- Nereis lingulata Hilbig, 1992
- Nereis lithothamnica Annenkova, 1938
- Nereis litoralis Leach in Johnston, 1865
- Nereis longilingulis Monro, 1937
- Nereis longior Chlebovitsch & Wu, 1962
- Nereis longisetis McIntosh, 1885
- Nereis macropis Ehlers, 1920
- Nereis maculosa Renier, 1804
- Nereis madreporae
- Nereis margarita Montagu, 1804
- Nereis marginata Grube, 1857
- Nereis mariae Holly, 1935
- Nereis marioni Audouin & Milne-Edwards, 1833
- Nereis maroccensis Amoureux, 1976
- Nereis maxillodentata Hutchings & Turvey, 1982
- Nereis mediator Chamberlin, 1918
- Nereis mendocinana Chamberlin, 1919
- Nereis microcera Quatrefages, 1866
- Nereis minima Lamarck, 1801
- Nereis mirabilis Kinberg, 1866
- Nereis mollis Linnaeus, 1761
- Nereis monoceros Dalyell, 1853
- Nereis monroi Reish, 1953
- Nereis moroccensis Amoureux, 1976
- Nereis mortenseni Augener, 1923
- Nereis multignatha Imajima & Hartman, 1964
- Nereis myersi Holly, 1935
- Nereis nancaurica Ehlers, 1904
- Nereis nanciae Day, 1949
- Nereis natans Hartman, 1936
- Nereis neoneanthes Hartman, 1948
- Nereis neozealanica Knox, 1951
- Nereis nichollsi Kott, 1951
- Nereis nigripes Ehlers, 1868
- Nereis noctiluca Linnaeus, 1761
- Nereis nouhuysi Horst, 1918
- Nereis obscura Gravier & Dantan, 1934
- Nereis ochotica Grube, 1850
- Nereis ockenii delle Chiaje, 1828
- Nereis octentaculata Montagu, 1804
- Nereis oligohalina (Rioja, 1946)
- Nereis onychophora Horst, 1918
- Nereis otto delle Chiaje, 1828
- Nereis ovarius Read, 1980
- Nereis pachychaeta Fauvel, 1919
- Nereis panamensis Fauchald, 1977
- Nereis pannosa (Grube, 1857)
- Nereis parabifida Hutchings & Turvey, 1982
- Nereis paucignatha Hartman, 1940
- Nereis paulina Grube, 1868
- Nereis pectinata Dalyell, 1853
- Nereis pelagica Linnaeus, 1758
- Nereis perivisceralis Claparède, 1868
- Nereis peroniensis Kott, 1951
- Nereis persica Fauvel, 1911
- Nereis peruviana Ehlers, 1868
- Nereis phosphorescens Quatrefages, 1866
- Nereis phyllophorus Ross, 1819
- Nereis pinnata Müller, 1776
- Nereis piscesae Blake & Hillbig, 1990
- Nereis posidoniae Hutchings & Rainer, 1979
- Nereis procera Ehlers, 1868
- Nereis profundi Kirkegaard, 1956
- Nereis pseudomoniliformis Santos & Lana, 2003
- Nereis pulsatoria (Savigny, 1822)
- Nereis punctata Dalyell, 1853
- Nereis puncturata Grube, 1857
- Nereis quadricorna delle Chiaje, 1841
- Nereis quoyii Quatrefages, 1866
- Nereis radiata Viviani in Grube, 1850
- Nereis ranzani delle Chiaje, 1828
- Nereis rava Ehlers, 1864
- Nereis regia Quatrefages, 1866
- Nereis rigida Grube, 1857
- Nereis riisei Grube, 1857
- Nereis robusta Quatrefages, 1866
- Nereis rufa Pennant, 1812
- Nereis rupta Quatrefages, 1866
- Nereis sandersi Blake, 1985
- Nereis sarsoensis Hartmann-Schröder, 1960
- Nereis schmardae Hartmann-Schröder, 1962
- Nereis scolopendrina Blainville, 1825
- Nereis scolopendroides Hansen, 1882
- Nereis segrex Chamberlin, 1919
- Nereis semperiana (Grube, 1878)
- Nereis serrata Santos & Lana, 2003
- Nereis sertularias
- Nereis sieboldii Grube, 1873
- Nereis sinensis Wu, Sun & Yang, 1981
- Nereis singularis Wesenberg-Lund, 1949
- Nereis spinigera Hutchings & Turvey, 1982
- Nereis splendida Blainville, 1825
- Nereis splendida Grube, 1840
- Nereis sumbawaensis (Horst, 1924)
- Nereis surugaense Imajima, 1972
- Nereis talehsapensis Fauvel, 1932
- Nereis tenuipalpa Pflugfelder, 1933
- Nereis tenuis Webster & Benedict, 1884
- Nereis tethycola delle Chiaje, 1831
- Nereis thompsoni (Kott, 1951)
- Nereis thysanota Ehlers, 1920
- Nereis tiedmanni delle Chiaje, 1841
- Nereis tigrina Zachs, 1933
- Nereis toporoki Khlebovich, 1996
- Nereis torta Fauvel, 1934
- Nereis translucens Quatrefages, 1866
- Nereis triangularis Hutchings & Turvey, 1982
- Nereis tydemani (Horst, 1924)
- Nereis uncia Holly, 1935
- Nereis usticensis Cantone, Catalono & Badalamenti, 2003
- Nereis variegata Renier, 1804
- Nereis veleronis Hartman, 1940
- Nereis ventilabrum Quatrefages, 1866
- Nereis vexillosa Grube, 1851
- Nereis victoriana Augener, 1918
- Nereis villosa Dalyell, 1853
- Nereis vitiensis Grube, 1870
- Nereis willey Day, 1934
- Nereis zhongshaensis Shen & Sun in Sun, Wu & Shen, 1978
- Nereis zonata Malmgren, 1867